# Blado Wetan
Blado Wetan is een bestuurslaag in het regentschap Probolinggo van de provincie Oost-Java, Indonesië. Blado Wetan telt 2884 inwoners (volkstelling 2010).